# Droit bulgare
Le droit bulgare est le droit qui a évolué depuis la libération de la Bulgarie de la domination ottomane en 1878. Cette période fut marquée par l'adoption de la Constitution de Tarnovo, signée le 16 avril 1879.

## Sources et hiérarchie du droit bulgare

### Droit de l'Union européenne
L'article 85(9) de la Constitution liste différents types d'accord internationaux pouvant être ratifiés. Une procédure particulière est prévue pour la ratification des traités transférant des pouvoirs à l’Union européenne. Cette disposition établit le caractère spécifique de l’Union européenne par rapport aux organisations internationales.
L'article 4(3) de la Constitution dispose que l’État doit participer au développement de l’Union :

« La République de Bulgarie participe à la construction et au développement de l’Union européenne. »

Le droit de l'Union européenne prime donc en droit bulgare.

### Constitution
La Constitution de Bulgarie est la loi suprême de droit interne. Elle déclare les droits fondamentaux des citoyens et établit la forme du gouvernement et les branches du gouvernement.

### Décisions de la Cour constitutionnelle
L'article 149(1) de la Constitution dispose :

« La Cour constitutionnelle […] donne des interprétations obligatoires de la Constitution. […] »

Elle se détermine aussi la constitutionnalité des lois et actes du Parlement et du président.

### Traités internationaux
L’article 5(4) dispose :

« Les accords internationaux, ratifiés selon la procédure constitutionnelle, publiés et entrés en vigueur pour la République de Bulgarie, font partie du droit national de l'État. Ils ont la priorité sur les normes de la législation nationale si celles-ci sont en contradiction avec eux. »

### Législation
L'article 62(1) de la Constitution dispose que le pouvoir législatif est exercé par l'Assemblée nationale.
L'article 86(1) dispose : « l'Assemblée nationale adopte des lois, des décisions, des déclarations et des appels ».

### Jurisprudence
Les décisions rendues par les Cours bulgares ne sont contraignantes que sur les parties à la dispute et ne lie donc pas les autres juridictions. Seules la Cour de cassation et la Cour administrative suprême peuvent adopter respectivement des décisions interprétatives et des décrets interprétatifs contraignant tant le judiciaire que l’exécutif.

### Coutume
La coutume est une source subsidiaire du droit qui reste relativement commune en matière commerciale.

### Principes moraux et équité
Les principes moraux et l'équité sont des sources du droit applicables qu'en cas de silence de la loi.

## Sources

## Compléments